# Hugo von Burckhard
Hugo Ritter von Burckhard (* 30. Oktober 1838 in Weida; † 29. Januar 1918 in Würzburg) war ein deutscher Rechtshistoriker und Hochschullehrer.

## Leben und Wirken
Hugo von Burckhard studierte Rechtswissenschaft an den Universitäten Jena und Heidelberg und promovierte 1860 zum Dr. jur. an der Universität Jena. Nach drei Jahren (1863) habilitierte er sich dort und lehrte in Jena als Privatdozent bzw. von 1866 bis 1872 als außerordentlicher Professor. Im Jahre 1872 wechselte er auf die ordentliche Professur für Römisches Recht an der Christian-Albrechts-Universität zu Kiel. 1877 ging er als Professor an die Universität Greifswald und 1881 an die Universität Würzburg als Nachfolger von Ferdinand Regelsperger. 1913 wurde er emeritiert, vertrat aber seinen Lehrstuhl noch bis 1916. Er vertrat die Gebiete Römisches Recht, Zivilrecht und Rechtsgeschichte.
Im Jahre 1896 wurde Burckhard geadelt und ihm das Ritterkreuz des Verdienstordens der Bayerischen Krone verliehen, 1901 erfolgte die Ernennung zum Geheimrat.

## Veröffentlichungen
- Bona fides. an Praesumatur in usucapiendo rerum dominio? Schreiber, Jena 1863 (= Habilitationsschrift).
- Die Civilistischen Präsumptionen. Landes-Industrie-Comptoir, Weimar 1866.
- Ueber die Bedeutung des Satzes der XII Tafeln Usus auctoritas fundi biennium, ceterum rerum annus est, adversus hostem aeterna auctoritas. In: Zeitschrift für Rechtsgeschichte, Bd. 7 (1868), S. 79–130.
- Zur Lehre von der lex commissoria beim Kauf. In: Archiv für die civilistische Praxis, Bd. 51 (1868), S. 151–174 u. 289–334.
- Die operis novi nunciato. Palm & Enke, Erlangen 1871.
- De cautio damni infecti. Palm & Enke, Erlangen 1875.
- Die actio aquae pluviae arcendae. Palm & Enke, Erlangen 1881.
- Andreas Gaill. Festrede, gehalten am 3ten Januar 1887. Thein, Würzburg 1887.
- Zu Cicero de Leg. II, cap. 19–21. Stürtz, Würzburg 1888.
- Die Stellung der Schenkung im Rechtssystem. Stürtz, Würzburg 1891.
- Über Schenkungsannahme. Stürtz, Würzburg 1892.
- Zum Begriff der Schenkung. Palm & Enke, Erlangen 1899.
- Zu Fragmenta Vaticana 269. Ein Beitrag zur Lehre von der Schenkung und Dos. In: Festgabe für Heinrich Dernburg zum Doktor-Jubiläum / überreicht von der Rechts- und Staatswissenschaftlichen Fakultät Würzburg. Deichert, Leipzig 1900, S. 1–72.

Festschrift
- Festschrift für Hugo v. Burckhard zum Doktor-Jubiläum überreicht von der Rechts- und Staatswissenschaftlichen Fakultät Würzburg. Enke, Stuttgart 1910.